# Mary Astor
Mary Astor (rojena Lucile Vasconcellos Langhanke), ameriška igralka, * 3. maj 1906, Quincy, Illinois, † 25. september 1987, Woodland Hills, Los Angeles.
Zaslovela je z vlogo Brigid O'Shaughnessy v kultnem filmu Malteški sokol (1941). Za vlogo pianistke, Sandre Kovak, v filmu The Great Lie (1941) je dobila oskarja za najboljšo stransko vlogo.